# Estudiantes de La Plata

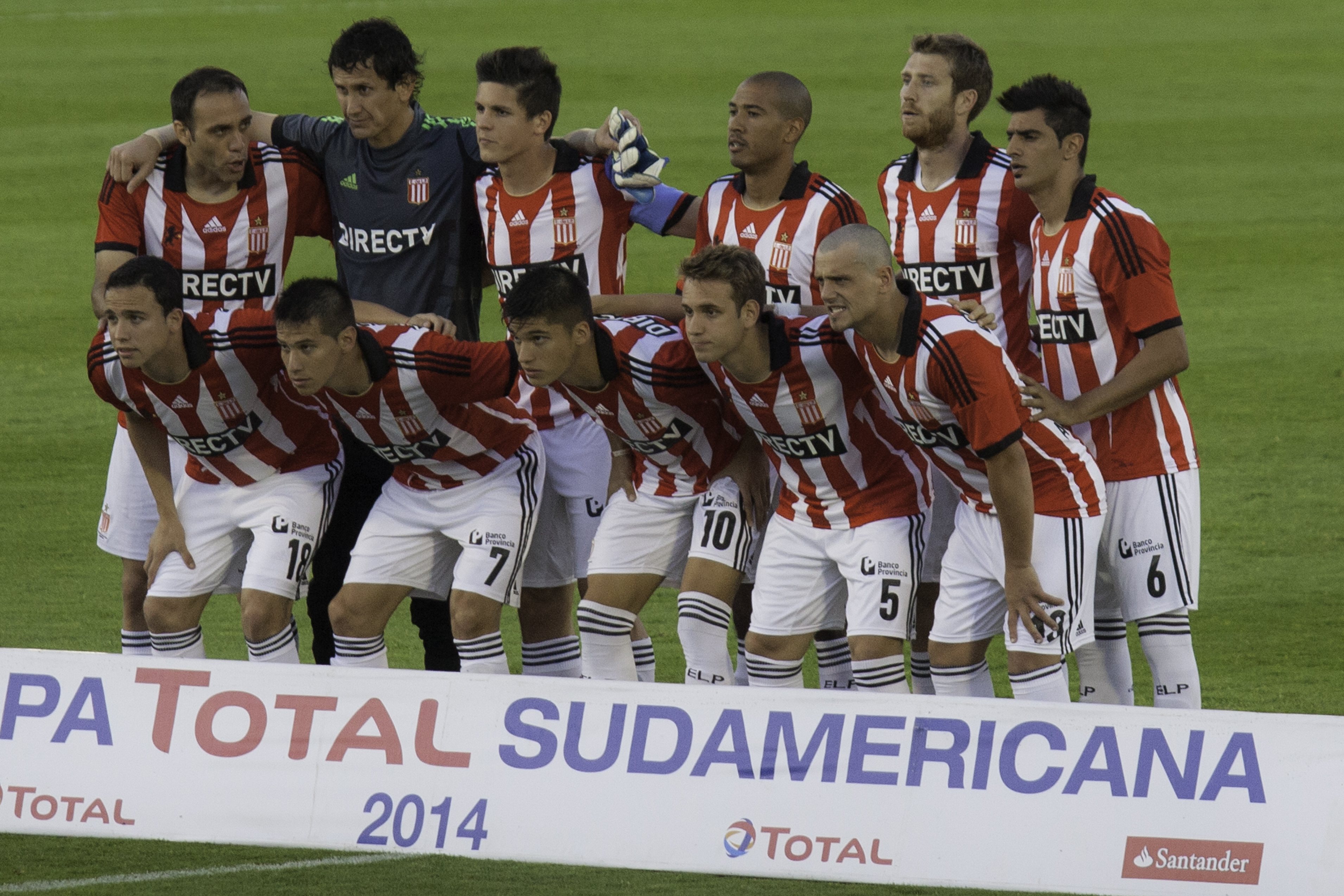
Mannschaft von Estudiantes de La Plata in der Begegnung der Copa Sudamericana 2014 gegen Peñarol, Oktober 2014

Der Club Estudiantes de La Plata, kurz Estudiantes de La Plata oder einfach nur Estudiantes, ist ein Sportverein aus La Plata, Provinz Buenos Aires, Argentinien, der international vor allem wegen seiner Fußballabteilung bekannt ist.
Neben Fußball bietet der Verein auch die Sportarten Handball, Basketball, Volleyball, Hockey, Schwimmen, Rettungsschwimmen, Tauchen, Taekwondo, Judo, Boxen, Golf, Turnen, Aerobic, Laufsport, Rollschuhlaufen, Tennis, Gewichtheben und E-Sport an. In fast allen Sportarten ist der Verein in Argentinien in der Spitze zu finden.

## Geschichte
Der am 4. August 1905 von Studenten gegründete Verein hatte Ende der 1960er Jahre seine große Zeit, als er die Copa Libertadores dreimal hintereinander gewann. Die folgenden Spiele um den Weltpokal – Estudiantes gewann den Titel 1968 – zählen zu den legendärsten Kapiteln der Fußballgeschichte.
In der Saison 2006 wurde der Club nach 23 Jahren wieder einmal argentinischer Meister. Am Ende der Spielrunde standen die Studenten punktgleich mit Boca Juniors an der Tabellenspitze. Im Entscheidungsspiel um die Meisterschaft schlug der Provinzklub den Favoriten überraschend mit 2:1.
Der Verein erreichte 2008 das Finale der Copa Sudamericana, musste sich aber dem SC Internacional nach einem 0:1 im Hinspiel und 1:1 im Rückspiel geschlagen geben.
Im Jahr darauf gewann man durch ein 0:0 und ein 2:1 gegen Cruzeiro Belo Horizonte 39 Jahre nach dem letzten Titelgewinn die Copa Libertadores zum vierten Mal. Dadurch qualifizierte sich der Verein für die FIFA-Klub-Weltmeisterschaft 2009 in den Vereinigten Arabischen Emiraten. Bei dieser erreichte man schließlich das Finale, welches mit 1:2 n. V. gegen den FC Barcelona verloren ging.
In der darauffolgenden Saison (Apertura 2010) gewann Estudiantes nach einem dramatischen Meisterzweikampf mit CA Vélez Sársfield die argentinische Meisterschaft. Angeführt von Kapitän Juan Sebastián Verón und Torjäger Gastón Fernández feierten die Pincharattas ihren insgesamt sechsten Meistertitel.
Der Verein trägt seit November 2019 nach 14 Jahren Abwesenheit im Estadio Ciudad de La Plata seine Heimspiele wieder im 30.018 Zuschauer fassenden, renovierten Estadio Jorge Luis Hirschi aus.

## Erfolge
- Weltpokal: 1968
- Copa Libertadores: 1968, 1969, 1970, 2009
- Copa Interamericana: 1968
- Argentinische Meisterschaft: 
  - 1913 FAF
  - 1967 Metropolitano
  - 1982 Nacional
  - 1983 Nacional
  - 2006 Apertura
  - 2010 Apertura
- Argentinischer Pokal: 2023
- Argentinischer Ligapokal: 2024

## Trainer
- Carlos Bilardo (1971, 1973–1976, 1981–1982, 2003–2004)
- Alejandro Sabella (2009–2011)

## Spieler
- Carlos Bilardo
- José Luis Brown
- Rodolfo Cardoso
- Marcos Conigliaro
- Ernesto Antonio Farías
- Enrique Guaita
- Abel Ernesto Herrera (Rekordspieler mit 465 Einsätzen)
- Raúl Madero
- Manuel Pellegrina (Rekordtorschütze mit 221 Toren)
- Bernardo Romeo
- Christian Rudzki
- José Ernesto Sosa
- Juan Sebastián Verón
- Juan Ramón Verón
- Alberto Zozaya
- Joaquín Correa

## Bemerkenswertes
Die Spitznamen der Mannschaft lauten Los Pincharratas („Die Rattenpiekser“) – was davon herrührt, dass an der Uni La Plata die medizinische Fakultät besonders berühmt ist, deren Studenten gerne Ratten aufspießen – und El León („Der Löwe“).